# Liste der Baudenkmäler in Immenstadt im Allgäu

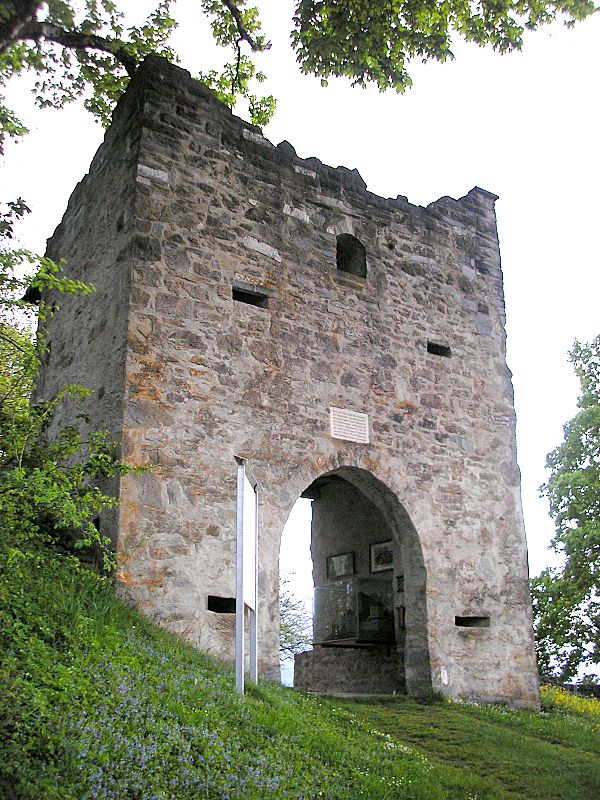
Werdenstein – eine der Burgruinen von Immenstadt im Allgäu.

Auf dieser Seite sind die Baudenkmäler in der schwäbischen Stadt Immenstadt im Allgäu zusammengestellt. Diese Tabelle ist eine Teilliste der Liste der Baudenkmäler in Bayern. Grundlage ist die Bayerische Denkmalliste, die auf Basis des Bayerischen Denkmalschutzgesetzes vom 1. Oktober 1973 erstmals erstellt wurde und seither durch das Bayerische Landesamt für Denkmalpflege geführt wird. Die folgenden Angaben ersetzen nicht die rechtsverbindliche Auskunft der Denkmalschutzbehörde.

## Ensembles

### Ensemble Marienplatz

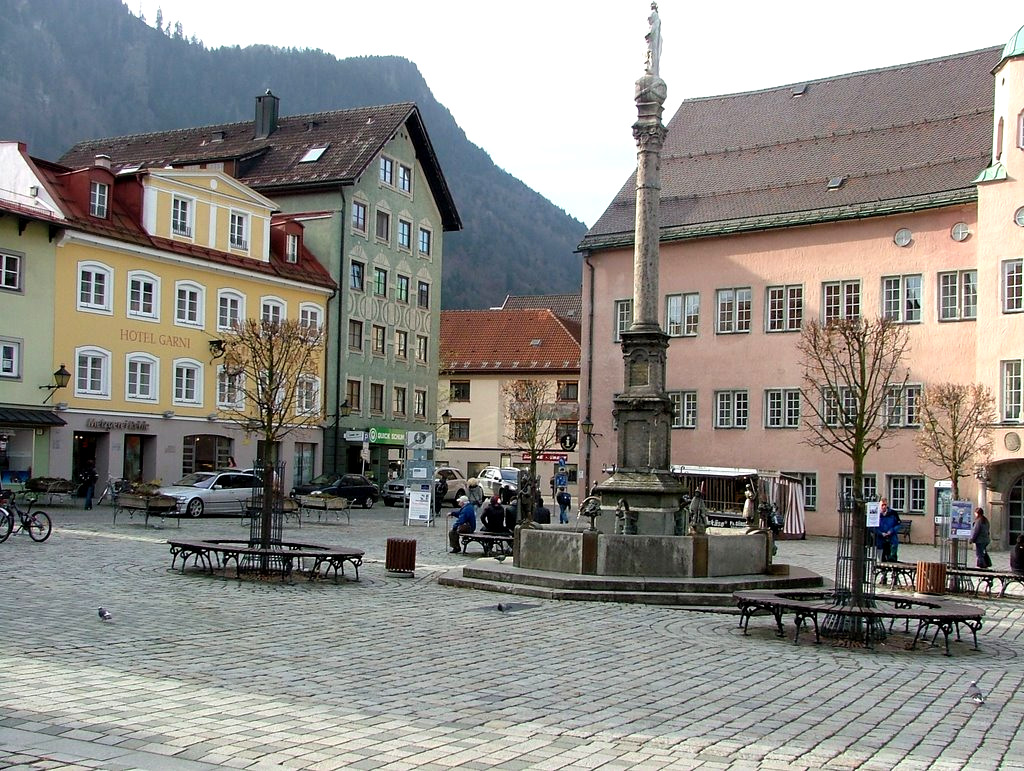

Mit dem Ensemble ist der Kern des 1269 erstmals genannten und 1360 zur Stadt erhobenen Ortes bezeichnet. Auf diese Zeit geht das Recht zur Abhaltung eines Wochenmarktes und damit die Funktion des Ortsmittelpunktes als Marktplatz (seit 1948 Marienplatz genannt) zurück. Seiner verkehrsgünstigen Lage an der um die Mitte des 16. Jahrhunderts ausgebauten Salzstraße, die von Hall in Tirol nach Lindau führte, sowie dem 1536 verbrieften Recht eines Garnmarktes mit Leinwandschau verdankt Immenstadt seine historische Bedeutung als Handels- und Umschlagplatz des oberen Allgäus, der zudem den Sitz der Ortsherrschaft an sich zieht: ab 1550 errichtet der letzte Reichsgraf von Montfort-Rothenfels das große Stadtschloss an der Westseite des Marktplatzes, das durch die Grafen von Königsegg zwischen 1604 und 1622 sowie im 18. Jahrhundert erweitert worden ist. Ihm tritt auf der Ostseite das ehemalige Gräfliche Amtshaus gegenüber, das 1922 mit dem gleichzeitig errichteten Nebengebäude zu einer einheitlichen Baugruppe in Formen des Heimatstils zusammengefasst wurde (jetzt Städtisches Verwaltungsgebäude). Das in die südliche Platzwand eingebundene Rathaus entstand 1753 aus einem Bürgerhaus des 17. Jahrhunderts. Von den ehemaligen zahlreichen Gasthäusern mit Zunftlokalen, die neben den genannten Gebäuden einst den Charakter des Markt- und Handelsplatzes prägten, haben sich allerdings nur noch wenige erhalten. Mehrere Ortsbrände haben bis ins 19. Jahrhundert die Originalsubstanz stark reduziert, Neu- und Umbauten in jüngster Zeit die Volumina der Baukörper und die Details verändert, so dass vor allem noch die Lokalisierung und Zuordnung der Gebäude um den nach Norden sich trichterförmig verengenden Platz der historischen Situation entspricht. Die an der Straße zu dem 1817 abgebrochenen Sonthofener Tor gelegene Pfarrkirche St. Nikolaus, deren Patrozinium auf Handel und Verkehr hinweist, ist mit ihrem den Marktplatz überragenden Turm und der dorthin ausgerichteten neubarocken Eingangsfront Teil des Ensembles. Aktennummer: E-7-80-124-1.

## Baudenkmäler nach Ortsteilen

### Immenstadt
| Lage                                                                             | Objekt                                      | Beschreibung | Akten-Nr.              | Bild                                      |
| -------------------------------------------------------------------------------- | ------------------------------------------- | --- | ---------------------- | ----------------------------------------- |
| Adolph-Probst-Straße 6 (Standort)                                                | Ehemalige Direktorenvilla                   | sogenannte Villa Probst, zweigeschossiger Flachsatteldachbau mit Mezzanin und Eckrisaliten über hohem Sockel, reiche Fassadengliederung der Gründerzeit, von Jean Keller, um 1890/95. | D-7-80-124-2 Wikidata  | weitere Bilder                            |
| Adolph-Probst-Straße 9 (Standort)                                                | Wohnhaus                                    | spätklassizistischer, zweigeschossiger Satteldachbau mit befenstertem Kniestock, um 1862/63; bildet im Zusammenhang mit der Industriellenvilla Probst den Abschluss der Reihe von Arbeiterhäusern. | D-7-80-124-79 Wikidata | Wohnhaus                                  |
| Adolph-Probst-Straße 12 (Standort)                                               | Friedhofskapelle St. Georg                  | Saalbau mit dreiseitigem Schluss, Dachreiter und östlichem Sakristeianbau, Chor 1619, Langhaus und Sakristei 1801/02; mit Ausstattung. | D-7-80-124-3 Wikidata  | weitere Bilder                            |
| Adolph-Probst-Straße 21 (Standort)                                               | Wohnhaus                                    | villenartiger zweigeschossiger Krüppelwalmdachbau mit Risaliten, Zierfachwerk, hölzernem Windfang, Terrasse und Balkon, um 1900. | D-7-80-124-93 Wikidata | Wohnhaus                                  |
| An der Aach 8, 9 (Standort)                                                      | Doppelhaus                                  | zweigeschossiger verputzter bzw. verschindelter Blockbau mit Flachsatteldach, westlicher Teil mit vorkragendem und erhöhtem quergestelltem Satteldach, im Kern 17./18. Jahrhundert | D-7-80-124-4 Wikidata  | Doppelhaus                                |
| An der Aach 14 (Standort)                                                        | Ehemalige Hofmühle                          | zweigeschossiger Satteldachbau mit stichbogiger Einfahrt und Allianzwappen an der Giebelseite, Mitte 18. Jahrhundert, 1767 nach Brand erneuert. | D-7-80-124-5 Wikidata  | weitere Bilder                            |
| Bachreute 11 (Standort)                                                          | Ehemaliges Bauernhaus                       | zweigeschossiger verputzter bzw. verschalter Blockbau mit Flachsatteldach, 18. Jahrhundert, Wirtschaftsteil verändert. | D-7-80-124-6 Wikidata  | Ehemaliges Bauernhaus                     |
| Bachreute 13 (Standort)                                                          | Ehemaliges Bauernhaus                       | zweigeschossiger verschindelter Blockbau mit Flachsatteldach, 18. Jahrhundert, Wirtschaftsteil verändert. | D-7-80-124-7 Wikidata  | Ehemaliges Bauernhaus                     |
| Bahnhofstraße 3 (Standort)                                                       | Wohn- und Geschäftshaus                     | dreigeschossiger Walmdachbau mit Fassadengliederung, 19. Jahrhundert; vgl. Ensemble Marienplatz. | D-7-80-124-8 Wikidata  | Wohn- und Geschäftshaus                   |
| Bahnhofstraße 7 (Standort)                                                       | Ehemaliges Hofjägerhaus                     | dreigeschossiges Giebelhaus mit Erker und Satteldach, 1685, Ende 19. Jahrhundert verändert. | D-7-80-124-9 Wikidata  | Ehemaliges Hofjägerhaus                   |
| Bahnhofstraße 11 (Standort)                                                      | Ehemaliges Gräfliches Archivgebäude         | dreigeschossiges Eckhaus mit geknicktem Steilsatteldach, 1685, 1813 erweitert. | D-7-80-124-10 Wikidata | Ehemaliges Gräfliches Archivgebäude       |
| Bahnhofstraße 34 (Standort)                                                      | Ehemaliges Postamt                          | zweigeschossiger Satteldachbau in gründerzeitlichem Heimatstil mit verschindeltem Obergeschoss und gebogenen Schwebegiebeln, 1897. | D-7-80-124-80 Wikidata | Ehemaliges Postamt                        |
| Bräuhausstraße 6, 8 (Standort)                                                   | Ehemalige Gräfliche Speicherbauten          | zweigeschossiger Halbwalm- bzw. Satteldachbau mit Fachwerkobergeschoss und -giebel, im Kern Ende 18. Jahrhundert | D-7-80-124-81 Wikidata | Ehemalige Gräfliche Speicherbauten        |
| Bräuhausstraße 10 (Standort)                                                     | Ehemalige Gräfliche Reitschule              | Satteldachbau, Ende 18. Jahrhundert | D-7-80-124-90 Wikidata | Ehemalige Gräfliche Reitschule            |
| Edmund-Probst-Straße 9, 10, 11, 12, 14, 15, 16, 17, 18, 20 (Standort)            | Arbeitersiedlung Edmund-Probst-Straße       | Arbeitersiedlung der Mechanischen Bindfadenfabrik Immenstadt, dreigeschossige Bauten mit Satteldach und Lisenengliederung (älterer Typus) bzw. Halbwalmdach, Giebeln und Flacherkern mit Jugendstileinschlag (neuerer Typus), 1897 bis 1909.                                                                     | D-7-80-124-84 Wikidata | Arbeitersiedlung Edmund-Probst-Straße     |
| Hirschstraße 1 (Standort)                                                        | Wohnhaus                                    | dreigeschossiger Eckbau mit Satteldach und Putzgliederung, im Kern 17./18. Jahrhundert. | D-7-80-124-12 Wikidata | Wohnhaus                                  |
| Hofgartenstraße 14 (Standort)                                                    | Rest der ehemaligen Hofgartenmauer          | 1595 in Bruchstein errichtet | D-7-80-124-91 Wikidata | Rest der ehemaligen Hofgartenmauer        |
| Kalvarienbergstraße 1 (Standort)                                                 | Villa                                       | dreigeschossiges Eckhaus mit Erker, Eckrisaliten und Klinkerfassaden, bezeichnet 1900. | D-7-80-124-14 Wikidata | Villa                                     |
| Kemptener Straße 2 (Standort)                                                    | Gasthaus zur Traube                         | zweigeschossiger Steilsatteldachbau mit Portal, 1736. | D-7-80-124-16 Wikidata | Gasthaus zur Traube                       |
| Kirchplatz 7 (Standort)                                                          | Ehemalige Volksschule                       | dreigeschossiger, neuklassizistischer Walmdachbau mit Mezzaningeschoss und Mittelrisalit, 1874. | D-7-80-124-13 Wikidata | Ehemalige Volksschule                     |
| Klosterplatz 2 (Standort)                                                        | Ehemalige Kapuzinerklosterkirche St. Joseph | Saalbau mit eingezogenem Chor, Dachreiter und nördlicher, seitenschiffartiger Erweiterung durch Fideliskapelle, von Hans Mutter, 1654/55, Fideliskapelle 1730/31, Umbau durch Christian Buffler und Hans Schurr 1903; mit Ausstattung; Teil der ehemaligen Klostermauer mit Pforte, 1903; an der Kapuzinergasse. | D-7-80-124-19 Wikidata | weitere Bilder                            |
| Klosterplatz 3 (Standort)                                                        | Wohnhaus                                    | zweigeschossiger verschindelter Satteldachbau, 1757. | D-7-80-124-20 Wikidata | weitere Bilder                            |
| Marienplatz (Standort)                                                           | Mariensäule                                 | nach Entwurf von Johann Richard Eberhard, 1773, später mehrfach verändert, Figur durch Kopie ersetzt. | D-7-80-124-28 Wikidata | weitere Bilder                            |
| Marienplatz 1 (Standort)                                                         | Katholische Stadtpfarrkirche St. Nikolaus   | Saalbau mit Querhaus, eingezogener, halbrunder Apsis und nördlichem Turm mit Zwiebelhaube, Turmunterbau 14./15. Jahrhundert, Langhaus und Turmobergeschosse 1705–07, Erweiterung nach Plänen von Hans Schurr 1907/08; mit Ausstattung. (Geschütztes Kulturgut)                                                   | D-7-80-124-22          | weitere Bilder                            |
| Marienplatz 2 (Standort)                                                         | Ölbergkapelle                               | oktogonaler Zentralbau unter Zwiebelhaube mit Laterne, um 1760, Umgestaltung nach Plänen von Wilhelm Baur 1909; mit Ausstattung. | D-7-80-124-23 Wikidata | weitere Bilder                            |
| Marienplatz 3, 4 (Standort)                                                      | Städtisches Verwaltungsgebäude              | zwei durch niedrigeren, zweigeschossigen, traufseitigen Trakt verbundene dreigeschossige Giebelhäuser mit Satteldach, Kern des südlichen ehemaligen gräflichen Amtshauses von 1648, Gesamterscheinung in Formen des Heimatstils, 1922.                                                                           | D-7-80-124-24 Wikidata | Städtisches Verwaltungsgebäude            |
| Marienplatz 12 (Standort)                                                        | Ehemaliges Schloss                          | Dreigeschossige Dreiflügelanlage mit Sattel- beziehungsweise Walmdach und Erkern mit Haubendächern, Ostflügel um 1550 errichtet, 1604–20 verändert, Südflügel 17./18. Jahrhundert | D-7-80-124-25 Wikidata | weitere Bilder                            |
| Marienplatz 14 (Standort)                                                        | Ehemaliges Gasthaus Goldener Adler          | dreigeschossiges Traufseithaus mit Mansardgiebeldach und Zwerchgiebel, im Kern 17. Jahrhundert, Veränderungen 19. Jahrhundert und später. | D-7-80-124-26 Wikidata | Ehemaliges Gasthaus Goldener Adler        |
| Marienplatz 16 (Standort)                                                        | Rathaus                                     | dreigeschossiges Giebelhaus mit Satteldach, Erker und Dachreiter, 1649, 1753 verändert. | D-7-80-124-27 Wikidata | weitere Bilder                            |
| Montfortstraße 24 (Maxensruhe) (Standort)                                        | Katholische Kapelle St. Antonius von Padua  | neugotischer Bau mit dreiseitigem Schluss und Dachreiter, 1856 geweiht; mit Ausstattung | D-7-80-124-31          | weitere Bilder                            |
| Missener Straße 40 (Standort)                                                    | Ehemaliges Moosgut                          | villenartiger, zweigeschossiger Walmdachbau in neugotischem Stil, Zwerchhaus mit Zinnengiebel, im Kern 18. Jahrhundert, Umbau 1856. | D-7-80-124-29 Wikidata | Ehemaliges Moosgut                        |
| Neumummen 17 (Standort)                                                          | Katholische Kapelle St. Joseph              | Rechteckbau mit dreiseitigem Schluss, 1683; mit Ausstattung; in Neumummen. | D-7-80-124-36          | Katholische Kapelle St. Joseph            |
| Ob der Aach 1 (Standort)                                                         | Villa                                       | stattlicher zwei- bis dreigeschossiger Bau mit Satteldach und Zwerchgiebel, in historisierenden Formen, um 1900. | D-7-80-124-32 Wikidata | Villa                                     |
| Obere Kolonie 1, 2, 3, 4, 5, 6; Untere Kolonie 1, 2, 3, 4, 5, 6, 7, 8 (Standort) | Arbeitersiedlung Untere und Obere Kolonie   | Arbeitersiedlung Untere und Obere Kolonie der Mechanischen Bindfadenfabrik Immenstadt, zwei-, zweieinhalb- und dreigeschossige Satteldachbauten mit Lisenengliederung, 1871 bis 1894; Holzschuppen, eingeschossige Satteldachbauten, wohl gleichzeitig.                                                          | D-7-80-124-83 Wikidata | Arbeitersiedlung Untere und Obere Kolonie |
| Otto-Keck-Straße 8 (Standort)                                                    | Ehemaliges Wohnhaus des Malers Otto Keck    | eingeschossiger Satteldachbau über talseitig hohem Untergeschoss in Formen des Heimatschutzstils, mit Zierbundwerk in den Giebelseiten und ornamentaler Architekturmalerei mit figürlichen Jagdszenen von Paul Keck, von Christian Bufler, 1935; zugehörig geschnitzte Torpfosten zur Straße, gleichzeitig       | D-7-80-124-101         | BW                                        |
| Otto-Keck-Straße 29 (Standort)                                                   | Kalvarienbergkapelle                        | ursprünglicher Rechteckbau durch hölzernen Vorbau im Westen zum Quadrat ergänzt, mit Dachreiter, wohl 1703, Erweiterung 1858, Dachreiter 1890, mit Ausstattung. | D-7-80-124-35 Wikidata | Kalvarienbergkapelle                      |
| Rothenfels (Standort)                                                            | Burgruine Rothenfels                        | Reste der östlichen Mauer und der westlichen Außenmauer, zum Teil Nagelfluhquader, 12. Jahrhundert; 1,5 km nordwestlich der Stadt. | D-7-80-124-37 Wikidata | weitere Bilder                            |
| Rothenfels (Standort)                                                            | Ruine der Burg Hugofels                     | als Vorwerk der Burg Rothenfels errichtet, Reste einer quadratischen Anlage mit zwei Ecktürmen, 1440; 200 m nordöstlich dieser gelegen. | D-7-80-124-38 Wikidata | weitere Bilder                            |
| Spitalstraße 1 (Standort)                                                        | Ehemalige Gerberei                          | zweigeschossiges Eckhaus mit Mansardgiebeldach, im Kern Holzbau, um 1700, Veränderung Ende 18. Jahrhundert, 1904 barockisierend erweitert. | D-7-80-124-33 Wikidata | Ehemalige Gerberei                        |
| Spitalstraße 3 (Standort)                                                        | Gerberstadel                                | Holzbau mit Steildach auf Bruchsteinsockel, um 1800. | D-7-80-124-95 Wikidata | Gerberstadel                              |
| Steigtobel (Standort)                                                            | Sogenannte „Hölzerne Kapelle“               | Rechteckbau mit Satteldach und seitlichem Anbau, Mitte 19. Jahrhundert; mit Ausstattung; über der Steigbachschlucht. | D-7-80-124-34 Wikidata | weitere Bilder                            |

### Adelharz
| Lage                   | Objekt                    | Beschreibung                                                | Akten-Nr.     | Bild                      |
| ---------------------- | ------------------------- | ----------------------------------------------------------- | ------------- | ------------------------- |
| In Adelharz (Standort) | Katholische Marienkapelle | Rechteckbau mit dreiseitigem Schluss, 1733; mit Ausstattung | D-7-80-124-39 | Katholische Marienkapelle |

### Akams
| Lage                | Objekt                            | Beschreibung | Akten-Nr.              | Bild           |
| ------------------- | --------------------------------- | --- | ---------------------- | -------------- |
| Akams 16 (Standort) | Katholische Pfarrkirche St. Otmar | spätgotischer Saalbau mit dreiseitig geschlossenem Chor und südlichem Turm mit Spitzhelm, 15. Jahrhundert, Umgestaltung um 1782, Turm nach Plänen von Hugo von Höfl 1898; mit Ausstattung | D-7-80-124-40 Wikidata | weitere Bilder |

### Bräunlings
| Lage                     | Objekt                          | Beschreibung                                                                                    | Akten-Nr.     | Bild           |
| ------------------------ | ------------------------------- | ----------------------------------------------------------------------------------------------- | ------------- | -------------- |
| In Bräunlings (Standort) | Katholische Kapelle Hl. Familie | Rechteckbau mit dreiseitigem Schluss und Dachreiter, 1884, Erweiterung 1910/11; mit Ausstattung | D-7-80-124-41 | weitere Bilder |

### Bühl am Alpsee
| Lage                      | Objekt                                              | Beschreibung | Akten-Nr.              | Bild             |
| ------------------------- | --------------------------------------------------- | --- | ---------------------- | ---------------- |
| Aach (Standort)           | Brückenfigur                                        | Hl. Johannes von Nepomuk, Brückenfigur aus Holz, Mitte 18. Jahrhundert; in der Ortsmitte. | D-7-80-124-44 Wikidata | Brückenfigur     |
| Kirchsteige 9 (Standort)  | Schule                                              | sogenannte Alte Schule, zweigeschossiger, verschindelter Satteldachbau mit Balkon, 1865 errichtet und 1895 nach Brand wieder aufgebaut, mit querliegendem zweigeschossigem Anbau mit Satteldach, 1913–14. | D-7-80-124-92 Wikidata | Schule           |
| Kirchsteige 13 (Standort) | Katholische Pfarrkirche St. Stephan                 | Doppelanlage mit darunter liegender Hl.- Grab-Kapelle, Saalbau mit leicht eingezogenem Chor und Dachreiter, von Michael Kaufmann, 1667/68, Erweiterung von Michael Kurz 1952/53; mit Ausstattung          | D-7-80-124-42          | weitere Bilder   |
| Kirchsteige 15 (Standort) | Wallfahrtskapelle Maria Loreto und Kapelle St. Anna | Rechteckbauten unter gemeinsamem Satteldach mit Dachreiter und östlichem Sakristeianbau, Loretokapelle von Michael Kaufmann 1666, Annakapelle 1716, Sakristeianbau 1841; mit Ausstattung.                 | D-7-80-124-43 Wikidata | weitere Bilder   |
| Seestraße 9 (Standort)    | Ehemalige Schule                                    | sogenanntes Altes Fischerhaus, eingeschossiger, verschindelter Block- und Riegelbau mit Satteldach, im Kern 1788, später verändert.                                                                       | D-7-80-124-88 Wikidata | Ehemalige Schule |

### Diepolz
| Lage                  | Objekt                              | Beschreibung | Akten-Nr.              | Bild                  |
| --------------------- | ----------------------------------- | --- | ---------------------- | --------------------- |
| Diepolz 18 (Standort) | Ehemaliges Widdumhaus               | zweigeschossiger, verschindelter Blockbau mit flachem Satteldach, 1805. | D-7-80-124-47 Wikidata | Ehemaliges Widdumhaus |
| Diepolz 19 (Standort) | Pfarrhaus                           | zweigeschossiger, verschindelter Blockbau mit flachem Satteldach und profilierten Pfettenköpfen, 1806. | D-7-80-124-46 Wikidata | Pfarrhaus             |
| Diepolz 20 (Standort) | Katholische Pfarrkirche St. Blasius | Saalbau mit eingezogenem Chor und nördlichem Satteldachturm, Turmunterbau wohl 13./14. Jahrhundert, 1513/17, Umgestaltung durch Joseph Anton Müller 1889, Turmerhöhung nach Plänen von Georg Schneider 1905; mit Ausstattung; Friedhofsmauer, Bruchstein, spätmittelalterlich, teilweise erneuert.                                                       | D-7-80-124-45          | weitere Bilder        |
| Diepolz 47 (Standort) | Ehemaliges Bauernhaus               | sogenannter Sattlerhof, zweigeschossiger, teils verschindelter Flachsatteldachbau mit Längsstall und Quertenne, Blockbauobergeschoss letztes Viertel 16. Jahrhundert (dendrochronologisch datiert), sonst 1687 (dendrochronologisch datiert), Wirtschaftsteil 1892 erweitert, ehemals in Schöllang, 2007/08 im Bergbauernmuseum Diepolz wiederaufgebaut. | D-7-80-124-89 Wikidata | weitere Bilder        |

### Eckarts
| Lage                  | Objekt                                     | Beschreibung | Akten-Nr.              | Bild           |
| --------------------- | ------------------------------------------ | --- | ---------------------- | -------------- |
| Am Anger 3 (Standort) | Katholische Pfarrkirche St. Peter und Paul | Saalbau mit eingezogenem Chor und westlichem Turm mit Zwiebelhaube, Langhaus wohl 14./15. Jahrhundert, Chor um 1475/80, Turmobergeschosse Ende 17. Jahrhundert, Umgestaltung Mitte 18. Jahrhundert; mit Ausstattung | D-7-80-124-48 Wikidata | weitere Bilder |

### Egg
| Lage                                                     | Objekt                        | Beschreibung                                                       | Akten-Nr.              | Bild           |
| -------------------------------------------------------- | ----------------------------- | ------------------------------------------------------------------ | ---------------------- | -------------- |
| Langenacker (1 km nordöstlich von Rauhenzell) (Standort) | Ruine der Burg Rauhlaubenberg | Mauerreste eines rechteckigen Wohnturms, im 13. Jahrhundert erbaut | D-7-80-124-65 Wikidata | weitere Bilder |

### Freibrechts
| Lage                     | Objekt     | Beschreibung | Akten-Nr.              | Bild |
| ------------------------ | ---------- | --- | ---------------------- | ---- |
| Freibrechts 1 (Standort) | Bauernhaus | zweigeschossiger, verschindelter Blockbau mit Schleppdach und Längsschopf, im Kern 1. Hälfte 18. Jahrhundert, Wirtschaftsteil verändert. | D-7-80-124-50 Wikidata | BW   |

### Freundpolz
| Lage                     | Objekt                    | Beschreibung                                                | Akten-Nr.     | Bild                      |
| ------------------------ | ------------------------- | ----------------------------------------------------------- | ------------- | ------------------------- |
| In Freundpolz (Standort) | Katholische Marienkapelle | Rechteckbau mit dreiseitigem Schluss, 1897; mit Ausstattung | D-7-80-124-51 | Katholische Marienkapelle |

### Gschwend
| Lage                | Objekt                          | Beschreibung                                         | Akten-Nr.     | Bild                            |
| ------------------- | ------------------------------- | ---------------------------------------------------- | ------------- | ------------------------------- |
| Gschwend (Standort) | Katholische Kapelle St. Cyprian | Holzbau, 1948; mit historischen Ausstattungsstücken. | D-7-80-124-54 | Katholische Kapelle St. Cyprian |

### Gschwenderbergalpe
| Lage                                       | Objekt              | Beschreibung | Akten-Nr.              | Bild                |
| ------------------------------------------ | ------------------- | --- | ---------------------- | ------------------- |
| Gschwenderberg, am Hütten-Bichl (Standort) | Gschwenderberg-Alpe | erdgeschossiger Blockbau mit Flachsatteldach, 18. Jahrhundert, Erweiterung um 1900; mit weitgehend originaler Ausstattung; | D-7-80-124-82 Wikidata | Gschwenderberg-Alpe |

### Hochreute
| Lage                      | Objekt            | Beschreibung | Akten-Nr.              | Bild              |
| ------------------------- | ----------------- | --- | ---------------------- | ----------------- |
| Hochreute 1, 2 (Standort) | Gutshof Hochreute | zwei villenartige Wohnbauten mit Walmdächern, Eckerkern und Turm, Arkaden zum Hof, Jugendstil, von Karl Surber, 1910/11; mit Ausstattung; Stadel, langgestreckter Satteldachbau; Eiskeller, eingeschossiger Bau mit Zeltdach; zugehörig Garten und ehemaliges Gärtner- und Gewächshaus. | D-7-80-124-55 Wikidata | Gutshof Hochreute |

### Knottenried
| Lage                      | Objekt                             | Beschreibung | Akten-Nr.              | Bild           |
| ------------------------- | ---------------------------------- | --- | ---------------------- | -------------- |
| Knottenried 14 (Standort) | Pfarrhaus                          | zweigeschossiger, verschindelter Blockbau mit Satteldach, 1744, umgebaut 1961/62 und 1994. | D-7-80-124-57 Wikidata | weitere Bilder |
| Knottenried 15 (Standort) | Katholische Pfarrkirche St. Oswald | Saalbau mit dreiseitig geschlossenem Chor und Dachreiter mit Spitzhelm, Langhaus mittelalterlich, Sakristei 2. Hälfte 15. Jahrhundert, Verlängerung 1661, Chorneubau 1958; mit Ausstattung; Friedhofsmauer. | D-7-80-124-56 Wikidata | weitere Bilder |

### Luitharz
| Lage                   | Objekt  | Beschreibung                                                                              | Akten-Nr.     | Bild    |
| ---------------------- | ------- | ----------------------------------------------------------------------------------------- | ------------- | ------- |
| In Luitharz (Standort) | Kapelle | kleiner Rechteckbau mit dreiseitigem Schluss, 1960; mit historischen Ausstattungsstücken. | D-7-80-124-58 | Kapelle |

### Obereinharz
| Lage                      | Objekt  | Beschreibung | Akten-Nr.     | Bild    |
| ------------------------- | ------- | --- | ------------- | ------- |
| In Obereinharz (Standort) | Kapelle | Rechteckbau mit leicht eingezogenem, halbrundem Schluss und Dachreiter mit Zwiebelhaube, 1949; mit historischen Ausstattungsstücken. | D-7-80-124-59 | Kapelle |

### Ratholz
| Lage               | Objekt                         | Beschreibung                                                                              | Akten-Nr.     | Bild           |
| ------------------ | ------------------------------ | ----------------------------------------------------------------------------------------- | ------------- | -------------- |
| Ratholz (Standort) | Katholische Kapelle St. Martin | Saalbau mit eingezogenem Chor und westlichem Vorbau mit Dachreiter, 1871; mit Ausstattung | D-7-80-124-60 | weitere Bilder |

### Rauhenzell
| Lage                                        | Objekt                                          | Beschreibung | Akten-Nr.     | Bild                                            |
| ------------------------------------------- | ----------------------------------------------- | --- | ------------- | ----------------------------------------------- |
| Rettenberger Straße 40 (Standort)           | Katholische Kapelle Maria Eich                  | Walmdachbau mit abgerundeten Ecken und leicht eingezogenem Schluss, 3. Viertel 18. Jahrhundert; mit Ausstattung                                                                                       | D-7-80-124-62 | Katholische Kapelle Maria Eich                  |
| Schloßplatz (südlich der Kirche) (Standort) | Grabkapelle der Freiherren von Pappus-Tratzberg | neubarocker Bau mit geschwungenen Giebeln und Dachreiter, von Hans Schurr, 1903/04; mit Ausstattung                                                                                                   | D-7-80-124-63 | Grabkapelle der Freiherren von Pappus-Tratzberg |
| Schloßplatz 1 (Standort)                    | Schloss Rauhenzell                              | dreigeschossiger Rechteckbau mit Satteldach und neubarocken Schweifgiebeln, 1555, Umbau und Umgestaltung 1878/79; mit Ausstattung.                                                                    | D-7-80-124-64 | weitere Bilder                                  |
| Schloßplatz 8 (Standort)                    | Katholische Pfarrkirche St. Otmar               | Saalbau mit dreiseitig geschlossenem Chor und westlichem Satteldachturm, Langhaus und Turm im Kern 13. Jahrhundert, Chor spätes 15. Jahrhundert, Umbau durch Jakob Schneider 1693/94; mit Ausstattung | D-7-80-124-61 | weitere Bilder                                  |

### Reute
| Lage                | Objekt                      | Beschreibung | Akten-Nr.              | Bild                      |
| ------------------- | --------------------------- | --- | ---------------------- | ------------------------- |
| Reute 1 (Standort)  | Wohnteil eines Bauernhauses | zweigeschossiger Blockbau mit Satteldach auf Bruchsteinuntergeschoss, im Untergeschoss ehemaliger Webkeller, bezeichnet 1791. | D-7-80-124-67 Wikidata | BW                        |
| in Reute (Standort) | Katholische Marienkapelle   | Ständerbau mit dreiseitigem Schluss, 2. Hälfte 19. Jahrhundert; mit Ausstattung.                                              | D-7-80-124-66          | Katholische Marienkapelle |

### Reuter
| Lage                | Objekt                    | Beschreibung                                                 | Akten-Nr.     | Bild                      |
| ------------------- | ------------------------- | ------------------------------------------------------------ | ------------- | ------------------------- |
| Reuter 7 (Standort) | Katholische Marienkapelle | Rechteckbau mit Dachreiter, 19. Jahrhundert; mit Ausstattung | D-7-80-124-68 | Katholische Marienkapelle |

### See
| Lage                    | Objekt                      | Beschreibung                                                                                        | Akten-Nr.              | Bild                        |
| ----------------------- | --------------------------- | --------------------------------------------------------------------------------------------------- | ---------------------- | --------------------------- |
| Seestraße 38 (Standort) | Wohnteil eines Bauernhauses | zweigeschossiger, verschindelter Blockbau mit Flachsatteldach und Klebdach, im Kern 18. Jahrhundert | D-7-80-124-69 Wikidata | Wohnteil eines Bauernhauses |

### Seifen
| Lage                 | Objekt        | Beschreibung                                                                   | Akten-Nr.     | Bild           |
| -------------------- | ------------- | ------------------------------------------------------------------------------ | ------------- | -------------- |
| In Seifen (Standort) | Kerkerkapelle | Rechteckbau mit leicht eingezogenem, halbrundem Schluss, 1835; mit Ausstattung | D-7-80-124-70 | weitere Bilder |

### Stein im Allgäu
| Lage                        | Objekt                                | Beschreibung | Akten-Nr.              | Bild           |
| --------------------------- | ------------------------------------- | --- | ---------------------- | -------------- |
| Kirchbichl 3 (Standort)     | Pfarrhaus                             | zweigeschossiger, verschindelter Blockbau mit Flachsatteldach, 1762/63. | D-7-80-124-72 Wikidata | Pfarrhaus      |
| Kirchbichl 5 (Standort)     | Katholische Pfarrkirche St. Mauritius | Saalbau mit eingezogenem Chor, nördlichem Satteldachturm und südlich seitenschiffartig angebauter Marienkapelle, im Kern gotische Anlage, Marienkapelle 1450 und 1725/26 umgestaltet, 1773/74 Umbau von Langhaus und Chor durch Franz Abrell und Joseph Hornstein; mit Ausstattung; Friedhofsmauer, Bruchstein, 17./18. Jahrhundert | D-7-80-124-71 Wikidata | weitere Bilder |
| Ruine Laubenberg (Standort) | Burgruine Laubenbergerstein           | Reste der Anlage, Mauerwerk aus Bruch- und Rollstein, Torturm und Palas im Kern 13. Jahrhundert, verändert um 1450/60 und um 1600. | D-7-80-124-73 Wikidata | weitere Bilder |

### Trieblings
| Lage                  | Objekt                            | Beschreibung                                                                                  | Akten-Nr.     | Bild           |
| --------------------- | --------------------------------- | --------------------------------------------------------------------------------------------- | ------------- | -------------- |
| Trieblings (Standort) | Katholische Kapelle St. Sebastian | Rechteckbau mit leicht eingezogenem, dreiseitigem Schluss, 1933; mit historischer Ausstattung | D-7-80-124-74 | weitere Bilder |

### Werdenstein
| Lage                               | Objekt                     | Beschreibung                                                                                         | Akten-Nr.              | Bild           |
| ---------------------------------- | -------------------------- | --- | ---------------------- | -------------- |
| An der Fleschermühle 13 (Standort) | Fleschermühle              | zweigeschossiger Satteldachbau, Wohnteil mit verschindeltem Obergeschoss und Giebel, 17. Jahrhundert | D-7-80-124-75 Wikidata | Fleschermühle  |
| Burgweg 9 (Standort)               | Ruine der Burg Werdenstein | Reste eines Torturms und der Umfassungsmauer, Bruchsteinmauerwerk, Anfang 13. Jahrhundert            | D-7-80-124-76 Wikidata | weitere Bilder |

### Zaumberg
| Lage                   | Objekt                           | Beschreibung                                                                                      | Akten-Nr.     | Bild           |
| ---------------------- | -------------------------------- | ------------------------------------------------------------------------------------------------- | ------------- | -------------- |
| Zaumberg 20 (Standort) | Katholische Kapelle St. Leonhard | Rechteckbau mit eingezogenem, dreiseitig geschlossenem Chor und Dachreiter, 1790; mit Ausstattung | D-7-80-124-77 | weitere Bilder |

## Ehemalige Baudenkmäler
In diesem Abschnitt sind Objekte aufgeführt, die früher einmal in der Denkmalliste eingetragen waren, jetzt aber nicht mehr. Objekte, die in anderem Zusammenhang – also z. B. als Teil eines Baudenkmals – weiter eingetragen sind, sollen hier nicht aufgeführt werden. Aktennummern in diesem Abschnitt sind ehemalige, jetzt nicht mehr gültige Aktennummern.

| Lage                               | Objekt           | Beschreibung | Akten-Nr. | Bild             |
| ---------------------------------- | ---------------- | --- | --------- | ---------------- |
| Immenstadt Jahnstraße 5 (Standort) | Ehemalige Schule | Dreigeschossiger Schopfwalmdachbau auf hohem Sockel mit Zwerchhaus, Dachreiter mit Haubendach, Thermenfenstern und Putzgliederungen, 1905. |           | Ehemalige Schule |

## Abgegangene Baudenkmäler
In diesem Abschnitt sind Objekte aufgeführt, die früher einmal in der Denkmalliste eingetragen waren, jetzt aber nicht mehr existieren, z. B. weil sie abgebrochen wurden. Aktennummern in diesem Abschnitt sind ehemalige, jetzt nicht mehr gültige Aktennummern.

| Lage                                 | Objekt             | Beschreibung | Akten-Nr.     | Bild               |
| ------------------------------------ | ------------------ | --- | ------------- | ------------------ |
| Immenstadt Marienplatz 12 (Standort) | Ehemaliges Schloss | Westflügel, von 1746; 1973 abgebrochen (die anderen Gebäudeteile sind weiterhin als D-7-80-124-25 in der Denkmalliste eingetragen) | D-7-80-124-25 | Ehemaliges Schloss |